# 宮崎友花
宮崎 友花（みやざき ともか、2006年8月17日 - ）は、日本の女子バドミントン選手。大阪府大阪市出身。山口県立柳井商工高等学校卒業。ACT SAIKYO所属。

## 経歴

### 2022年
10月末にスペインのサンタンデールで開催された世界ジュニア選手権では、女子シングルスで高校1年生にして優勝を果たす。日本勢としては、奥原希望、山口茜、郡司莉子に続く4人目の世界ジュニアのシングルス女王となった。

### 2023年
3月の全国高校選抜大会では、団体戦で高校1年生にしてシングルスとダブルスの2種目で出場し、柳井商工の3連覇に貢献した。また、個人種目の女子シングルスでも優勝を果たし、2冠を達成した。
5月の日本ランキングサーキット大会では、準決勝で世界ランク25位の仁平菜月を破り、決勝に進出。決勝では栗原あかりに敗れるが、高校2年生にしてランキングサーキット準優勝を果たした。
7月のアジアジュニア選手権では、日本チームの女子シングルス代表として出場し、日本チームの団体優勝に貢献した。
8月の全国高校総体では、学校対抗戦、個人女子シングルスの両方で優勝し2冠を達成した。
11月の韓国マスターズでは、決勝に進出するも韓国2番手の金佳恩にファイナルで敗れ準優勝となった。
12月、柳井警察署でペアの田口真彩と共に1日警察署長を務めた。

### 2024年
3月のオルレアン・マスターズでは、決勝で明地陽菜を破って優勝。17歳という若さにしてBWFワールドツアータイトルを獲得する偉業を成し遂げた。
9月の中国オープンでは、準決勝で同胞エースの山口茜をストレートで破り準優勝を果たす。18歳にしてワールドツアースーパー1000のビッグタイトルで準優勝という快挙を成し遂げた。
10月に西京銀行の実業団バドミントンチームである「ACT SAIKYO」に入団することが決定した。
12月末の「第78回全日本総合バドミントン選手権大会」（東京都調布市：武蔵野の森総合スポーツプラザ）では第一人者の奥原希望、山口茜が棄権するなどの状況の下、決勝に勝ち上がり、その決勝戦では仁平菜月（ヨネックス）にセットカウント2-0（21-18, 21-24）で勝利し、第68回大会（2014年）の山口茜以来、10年ぶりとなる高校生女王に戴冠した。
世界ランキングは12位 (2024年12月現在)